# Subtender

Ilustración de los ángulos subtendidos por un arco desde dos puntos

En geometría, subtender es unir con una línea recta los extremos de un arco de curva o de una línea quebrada.
También puede hacer referencia al arco de circunferencia comprendido entre los lados de un ángulo. En el caso de un ángulo sólido es la parte de esfera abarcada (casquete esférico).
Ejemplos
En una circunferencia, una cuerda subtiende ángulos iguales cuando los vértices están en cualquier punto de uno de los dos arcos que determina la cuerda. Un ángulo inscrito es un ángulo subtendido en un punto de la circunferencia por otros dos puntos de la misma.